# Megalonema platanum
Megalonema platanum är en fiskart som först beskrevs av Günther, 1880.  Megalonema platanum ingår i släktet Megalonema och familjen Pimelodidae. Inga underarter finns listade i Catalogue of Life.